# Gerris alacris
Gerris alacris är en insektsart som beskrevs av Hussey 1921. Gerris alacris ingår i släktet Gerris och familjen skräddare. Inga underarter finns listade i Catalogue of Life.